# Rhyacophila tricornuta
Rhyacophila tricornuta is een schietmot uit de familie Rhyacophilidae. De soort komt voor in het Nearctisch gebied.